# F分布
F分布（エフぶんぷ、英: F-distribution）とは、統計学および確率論で用いられる連続確率分布。スネデカーのF分布 (英: Snedecor's F distribution)、またはフィッシャー-スネデカー分布 (英: Fisher-Snedecor distribution) とも。
カイ二乗分布に従う2つの変数の比
{\displaystyle {\frac {U_{1}/d_{1}}{U_{2}/d_{2}}}}
（ここで
- U1 と U2 はカイ二乗分布（自由度がそれぞれd1、d2 ）に従い、
- U1 と U2 は統計学的に独立（コクランの定理参照）とする。）

はF分布に従う。
F分布はF検定で帰無仮説に従う分布として用いられ、正規分布に従う二つの群に対して「標準偏差が等しい」という仮説の検定や、分散分析に応用される。
F分布 F(d1, d2) に従う確率変数の確率密度関数は：
{\displaystyle g(x)={\frac {1}{\mathrm {B} (d_{1}/2,d_{2}/2)}}\;\left({\frac {d_{1}\,x}{d_{1}\,x+d_{2}}}\right)^{d_{1}/2}\;\left(1-{\frac {d_{1}\,x}{d_{1}\,x+d_{2}}}\right)^{d_{2}/2}\;x^{-1}}
（ここで実数 x ≥ 0 に対し d1 と d2 は正の整数で、B はベータ関数を表す）
累積分布関数は
{\displaystyle G(x)=I_{\frac {d_{1}x}{d_{1}x+d_{2}}}(d_{1}/2,d_{2}/2)}
（ここでI は正規化不完全ベータ関数）